# Горски извор (област Кърджали)
 За другото българско село вижте Горски извор (Област Хасково).  
Горски извор е село в Южна България. То се намира в община Кирково, област Кърджали.

## География
Село Горски извор се намира в планински район.